# ناحية الجدول الغربي
الجدول الغربي هي إحدى الاقضية في محافظة كربلاء في العراق والتي تعد الزراعة مصدرها الرئيسي وتبلغ مساحتها حوالي 213 كم2 ويبلغ عدد سكانها حوالي 81,702 نسمة تقريبا عام 2014.